# Никола Стойчев (офицер)
Вижте пояснителната страница за други личности с името Никола Стойчев.
Никола Георгиев Стойчев е български офицер (генерал-лейтенант), командир на трета българска армия.

## Биография
Роден е на 13 октомври 1891 година в Костенец. Започва да служи в седми артилерийски полк. През 1928 година е инструктор по артилерията в Школата за запасни офицери. На следващата година става командир на отделение към втори дивизионен артилерийски полк. От 1931 е командир на трети дивизионен артилерийски полк и работи в артилерийското отделение в Държавната военна фабрика. През 1934 става началник на артилерийския отдел към четвърта военно-инспекционна област. В периода 1936 – 1941 година е инспектор на артилерията. От 1941 е командир на трета българска армия, а от 1943 е командир на втора българска армия. В 1944 година излиза в запас. Осъден е на смърт от Народния съд и разстрелян на 1 февруари 1945 година.

## Военни звания
- Подпоручик (4 септември 1910)
- Поручик (5 август 1913)
- Капитан (16 март 1917)
- Майор (12 август 1920)
- Подполковник (26 март 1925)
- Полковник (6 май 1931)
- Генерал-майор (6 май 1937)
- Генерал-лейтенант (1942)